# Makoto Kakegawa
Makoto Kakegawa (掛川 誠 Kakegawa Makoto?), född 23 maj 1973 i Saitama prefektur, är en japansk före detta fotbollsspelare.
Kakegawa började sin karriär 1996 i Bellmare Hiratsuka. 2000 flyttade han till Vissel Kobe.  Han spelade 128 ligamatcher för klubben. Efter Vissel Kobe spelade han för Shimizu S-Pulse. Han avslutade karriären 2009.